# Mesquita-santuari d'al-Hadi i al-Askarí

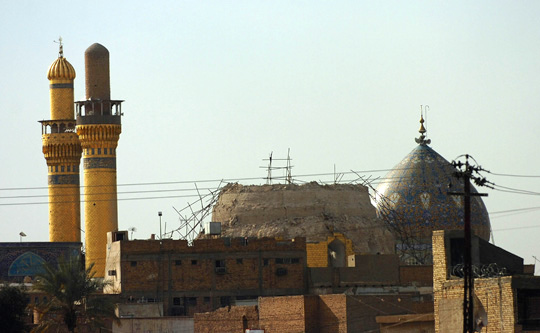
L'edifici després de l'atac del febrer del 2006 i abans que els minarets s'esfondrassen

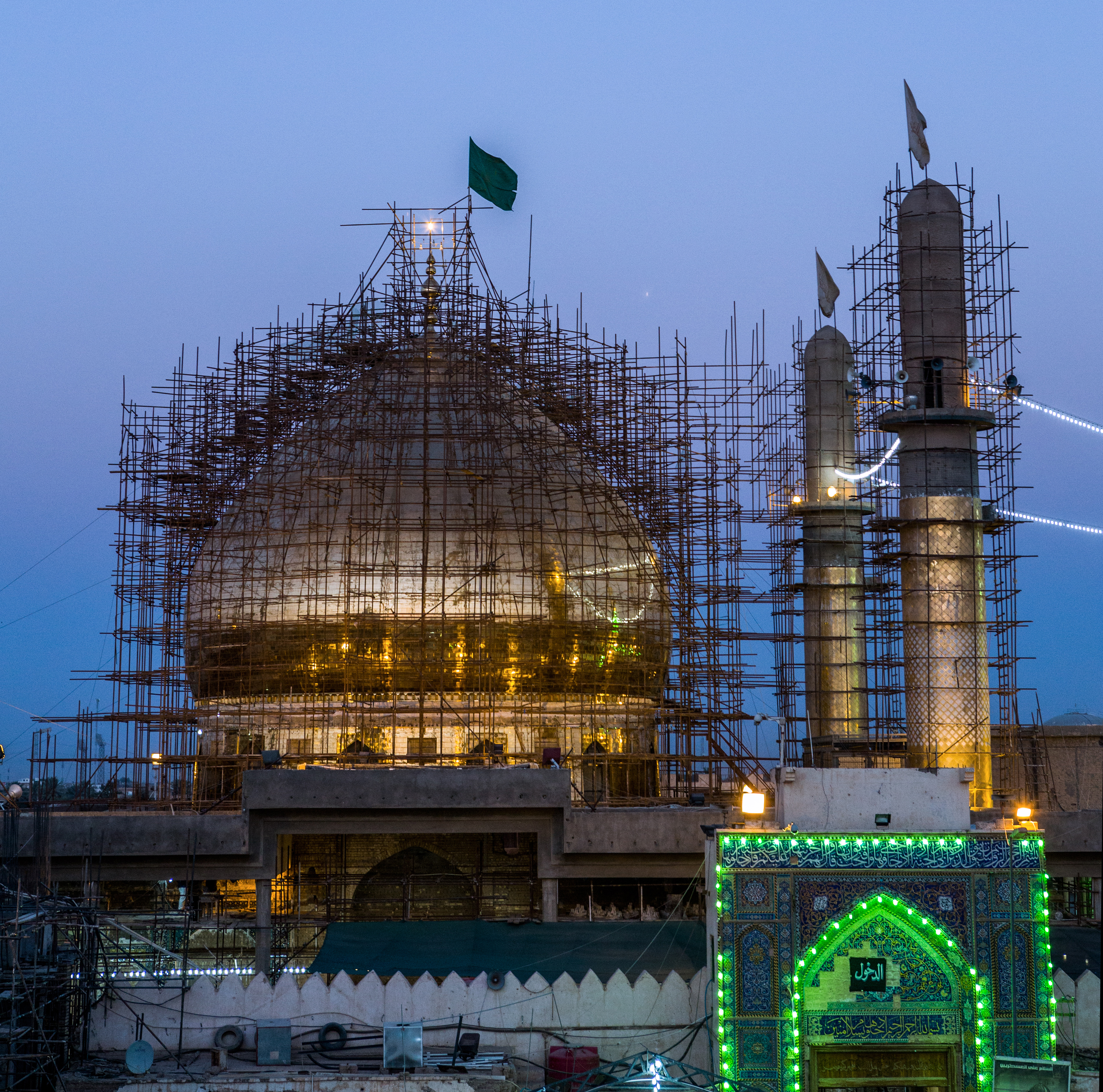
L'edifici en construcció el 2013

La mesquita-santuari dels Dos al-Askarí (àrab: حرم العسکریین, ḥaram al-ʿAskariyyīn) és un lloc sagrat del xiisme situat a Samarra, a Iraq. Hi són enterrats els imams Alí an-Naqí i al-Hàssan al-Askarí, per tant, també és un mausoleu (mazar).

## Història
La construcció de l'edifici data de mitjans del segle x, però va adquirir l'aspecte actual a finals del segle xix, gràcies a la generositat del xa Nàssir-ad-Din Xah Qajar, que va finançar les obres de reconstrucció, i va edificar-hi la cúpula daurada que fa 68 m d'alçada i 20 m d'amplada. Les obres van durar del 1868 al 1905.
El 22 de febrer del 2006, el santuari va patir greus danys en un primer atac, atribuït a la facció iraquiana d'Al-Qaida, que va destruir-ne la cúpula. Aleshores, un segon atac, el 13 de juny del 2007, atribuït també a la branca d'Iraq d'Al-Qaida, va causar l'esfondrament dels dos minarets., Aquests atacs van provocar enfrontaments sagnants entre les comunitats xiïta i sunnita durant la Guerra d'Iraq.
El 2009, l'edifici, parcialment reconstruït, tornava a rebre visitants.